# Schepelsturmkliff
Das Schepelsturmkliff ist ein Kliff an der Pennell-Küste des ostantarktischen Viktorialands. Am östlichen Rand des Tapsell Foreland ragt es südöstlich des Kap Dayman auf.
Wissenschaftler der deutschen Expedition GANOVEX I (1979–1980) benannten es nach der MS Schepelsturm, einem Schiff der Forschungsreise.